# Аять (посёлок)
Ая́ть — посёлок в Невьянском районе Свердловской области России. Входит в Невьянский муниципальный округ. Железнодорожная станция Свердловской железной дороги.
С 1944 по 2004 год Аять имела статус рабочего посёлка (посёлка городского типа).

## География
Аять расположена близ реки Чёрной, к северо-западу от Екатеринбурга, к юго-востоку от Нижнего Тагила и к югу от районного центра — города Невьянска. Является самым южным населённым пунктом Невьянского района и Невьянского муниципального округа.
Через посёлок пролегает железнодорожная ветка Нижний Тагил — Екатеринбург Свердловской железной дороги. Железнодорожная ветка делит Аять на две части: северную и южную.
Ближайшие населённые пункты: село Таватуй и посёлок Сагра.
В окрестностях Аяти, преимущественно к югу, расположено несколько скал-останцев, которые привлекают туристов: Кобылья Голова, Кырманские скалы, Три Брата и др. Также к югу от посёлка, выше по течению реки Малой Чёрной, расположено урочище Макария — место могилы старообрядца.

## История
26 июля 1944 года Указом Президиума Верховного Совета РСФСР Аять была отнесена к категории рабочих посёлков.
23 февраля 1977 года решением Свердловского облисполкома № 120 в черту посёлка Аять включён посёлок при железнодорожной станции Аять.
В соответствии с Законом Свердловской области № 112-ОЗ от 12 октября 2004 года с 31 декабря 2004 года Аять преобразована в сельский населённый пункт, утратив статус рабочего посёлка.
1 октября 2017 был упразднён Аятский поссовет как административно-территориальная единица.

## Население
| 1959 | 1970  | 1979  | 1989  | 2002 | 2010 | 2021 |
| ---- | ----- | ----- | ----- | ---- | ---- | ---- |
| 3464 | ↘3191 | ↘1958 | ↘1217 | ↘875 | ↗904 | ↘781 |

Преобладающая национальность (на 2002 год) — русские.

## Инфраструктура
В Аяти есть клуб, школа, детский сад и почта.
В 1960-х годах велась добыча торфа фрезерным способом для предприятий Свердловска, в начале 1990-х закрыто, сейчас прекращена. Обслуживающая её узкоколейная железная дорога полностью разобрана, сохранилась только насыпь и некоторые мосты.
В ближайших окрестностях посёлка много садоводческих товариществ.

### Транспорт
В посёлке расположена железнодорожная станция Аять. Станция находится в 41 километре к северо-западу от Екатеринбурга, на ветке Екатеринбург — Нижний Тагил. Восточнее Аяти расположен остановочный пункт 472 км.
Посёлок Аять соединён автодорогой с посёлком Таватуем, находящимся на берегу одноимённого озера, и Серовским трактом — автомагистралью регионального значения Серов — Нижний Тагил — Екатеринбург. На подъездной дороге к Аяти в 2016—2017 годах был проведён капитальный ремонт.